# Classe Alfredo Oriani
La classe Alfredo Oriani, anche nota come classe Poeti, fu una classe di cacciatorpediniere della Regia Marina costruiti verso la fine degli anni 1930: erano il miglioramento della precedente classe Maestrale, con ulteriori piccoli perfezionamenti quali una maggiore potenza motrice ed un differente armamento antiaereo. Tutte le unità vennero costruite negli stabilimenti OTO di Livorno e portano i nomi di celebri poeti.

## Il nome
Il nome del capoclasse è dedicato al poeta Alfredo Oriani delle cui idee il fascismo si appropriò cercando di valorizzare e diffondere i testi con la pubblicazione delle opere complete, edite in 30 volumi. Quest'opera venne curata da Benito Mussolini: il fascismo infatti, a partire dalla «Marcia al Cardello», riconobbe nella sua figura un precursore dei propri valori (anche se tale riconoscimento è ancor oggi ampiamente discusso nel dibattito storiografico).

## Unità

### Alfredo Oriani
Entrato in servizio nella Regia Marina il 15 luglio 1937, subì dei danneggiamenti durante la battaglia di Capo Matapan partecipando successivamente alla battaglia di mezzo giugno. Nel settembre 1942 imbarcò un ecogoniometro di fabbricazione tedesca, ed ebbe potenziato l'armamento antiaereo con nuove mitragliere da 20/65mm. Nel 1943 imbarcò il radar tedesco De.Te ed ebbe nuove modifiche all'armamento antiaereo con nuove mitragliere da 37/54mm in sostituzione dell'impianto lanciasiluri poppiero. All'armistizio dell'8 settembre 1943 seguì il resto della squadra navale a Malta e venne intensamente utilizzato durante la cobelligeranza partecipando a 143 missioni e percorrendo oltre 40000 miglia. Al termine della guerra, nel 1948, in base alle clausole del trattato di pace venne ceduto in conto riparazione danni di guerra alla Francia, dove venne ribattezzato D'Estaing, prestando servizio fino al 1954

### Vittorio Alfieri
Entrato in servizio il 1º dicembre 1937, venne affondato il 28 marzo 1941 nella battaglia di Capo Matapan. Nell'occasione, fu l'unica unità italiana a reagire - infruttuosamente -, aprendo il fuoco con i cannoni di prua e lanciando alcuni siluri. Semidistrutto dal tiro delle corazzate inglesi, fu finito con un siluro dal cacciatorpediniere Stuart. Tra le navi affondate a Capo Matapan, fu quella che in percentuale ebbe le perdite maggiori fra l'equipaggio: solo 57 dei 268 uomini a bordo, infatti, riuscirono a salvarsi . Fra i morti il comandante della nave e della IX Squadriglia Cacciatorpediniere, capitano di vascello Salvatore Toscano, che non volle abbandonare l'unità.

### Giosuè Carducci
Entrato in servizio il 1º novembre 1937, venne affondato il 28 marzo 1941 nella battaglia di Capo Matapan. Nel corso della battaglia cercò inutilmente di coprire con cortine fumogene gli incrociatori Zara e Fiume e gli altri caccia della IX Squadriglia. Centrato e ridotto ad un rottame dalle cannonate, fu finito con un siluro dal cacciatorpediniere Havock; morirono 169 uomini su 225 a bordo .

### Vincenzo Gioberti
Entrato in servizio il 27 ottobre 1937, venne affondato il 9 agosto 1943 dal sommergibile britannico HMS Simoom. Nel settembre 1942 aveva imbarcato un ecogoniometro di fabbricazione tedesca, ed aveva avuto un potenziamento dell'armamento antiaereo con nuove mitragliere da 20/65mm.

## Galleria d'immagini

Il Carducci, il Gioberti, l'Oriani
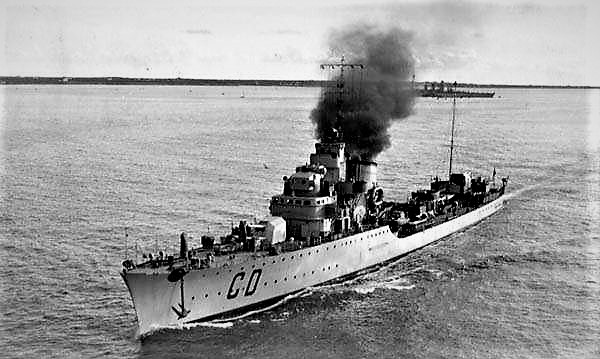
Il Carducci in navigazione